# Mewatha Beach (Alberta)
Mewatha Beach est un village d'été (summer village) du Comté d'Athabasca, situé dans la province canadienne d'Alberta.

## Démographie
En tant que localité désignée dans le recensement de 2011, Mewatha Beach a une population de 79 habitants dans 37 de ses 191 logements, soit une variation de -52,7 % avec la population de 2006. Avec une superficie de 0,775 1 km2, le village d'été possède une densité de population de 101,922 3 hab/km2 en 2011.
Concernant le recensement de 2006, Mewatha Beach abritait 167 habitants dans 74 de ses 192 logements. Avec une superficie de 0,775 1 km2, Mewatha Beach possédait une densité de population de 215,5 hab/km2 en 2006.
| 2001 | 2006 | 2011 | 2016 |
| ---- | ---- | ---- | ---- |
| 101  | 167  | 79   | 90   |